# Hemishofen
Hemishofen est une commune suisse du canton de Schaffhouse.

## Géographie

Vue aérienne (1954).

Selon l'Office fédéral de la statistique, Hemishofen mesure 7,91 km2.

## Démographie
Selon l'Office fédéral de la statistique, Hemishofen compte 395 habitants en 2008. Sa densité de population atteint 49 hab./km2.
Le graphique suivant résume l'évolution de la population de Hemishofen entre 1850 et 2008 :